# Artur Mascarenhas
Artur Fontes Mascarenhas (Prado, 9 de abril de 1907 — Salvador, 28 de fevereiro de 1984) é um farmacêutico, cacauicultor e político brasileiro.
Cursou o Primário no Prado e o Secundário no Colégio Salesiano e Colégio da Bahia em Salvador. Formou-se em Farmácia pela Escola de Medicina da Bahia de Salvador de 1927.
Foi o Comerciante, Cacauicultor e Empresário Rural.
Eleito prefeito do Prado, de 1935 a 1939 foi cassado pelo Estado Novo, em 1938. Suplente de deputado estadual, pela União Democrática Nacional (UDN), 1959 a 1963, assumiu em 06 de fevereiro de 1963.